# Список генеральних секретарів Організації Американських Держав
У статті подано список генеральних секретарів Організації Американських Держав
| # | Термін                           | Ім'я                                            | Країна     |
| - | -------------------------------- | ----------------------------------------------- | ---------- |
| 1 | 1948-1954                        | Альберто Льєрас Камарґо                         | Колумбія   |
| 2 | 1954-1955                        | Карлос Давіла Помер на посаді                   | Чилі       |
| 3 | 1956-1968                        | Хосе Антоніо Мора                               | Уругвай    |
| 4 | 1968-1975                        | Гало Пласа                                      | Еквадор    |
| 5 | 1975-1984                        | Алехандро Орфіла                                | Аргентина  |
| 6 | 1984-1994                        | Жоао Клементе Баена Суареш                      | Бразилія   |
| 7 | 1994-2004                        | Сесар Ґавірія Переобраний на другий термін 1999 | Колумбія   |
| 8 | 15 вересня 2004 — 15 жовтня 2004 | Мігель Ангел Родрігес Усунутий                  | Коста-Рика |
| — | 15 жовтня 2004 — 26 травня 2005  | Луїджі Р. Ейнауді (в. о.)                       | США        |
| 9 | 26 травня 2005 — дотепер         | Хосе Мігель Інсулса Переобраний 2010            | Чилі       |